# Trayectoria de Henyey

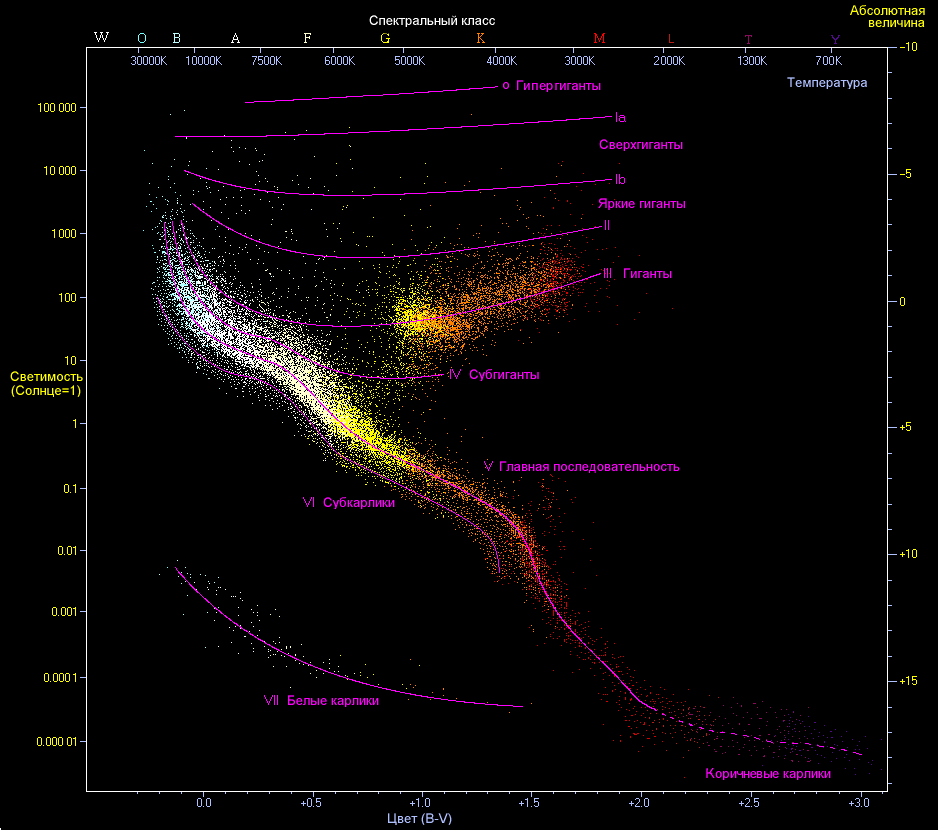
Imagen representativa de la trayectoria de Henyey (2005)

La trayectoria de Henyey es un patrón seguido por las estrellas de la presecuencia principal con masa mayores a 0,5 masas solares en el diagrama de Hertzsprung-Russell al finalizar la trayectoria de Hayashi. 
El astrónomo Louis G. Henyey y sus colegas en la década de 1950 mostraron que una estrella de presecuencia principal puede permanecer en equilibrio durante algunos períodos de su contracción hacia la secuencia principal.
La trayectoria de Henyey se caracteriza por un colapso lento cercano al equilibrio hidrostático. Las estrellas se acercan a la secuencia principal incluso horizontalmente en el diagrama de Hertzsprung-Russell, es decir, la luminosidad permanece constante.